# Vivitar
Vivitar war ein US-amerikanisches Unternehmen der optischen Industrie mit letztem Sitz in Oxnard, Kalifornien. Das 1938 als Ponder & Best, Inc. gegründete Unternehmen produzierte und vertrieb vor allem Fotokameras, Objektive und Elektronenblitzgeräte sowie verschiedenes Foto- und Videozubehör. Nach dem Tod der Inhaber wechselte das Unternehmen wiederholt den Besitzer. Seit 2008 ist das Unternehmen aufgelöst und wird von Sakar International nur noch als Handelsmarke betrieben.

## Firmengeschichte

### Gründung und Kriegsjahre
Vivitar wurde 1938 als Ponder & Best, Inc. in Hollywood gegründet. Gründer waren zwei deutsche Juden, John C. Best und sein Schwager Max Ponder, die vor dem Nationalsozialismus aus Deutschland geflohen waren. Anfangs war das Unternehmen ein regionaler Anbieter für Fotoartikel europäischer Herkunft, vor allem aus Deutschland, der Tschechoslowakei und der Schweiz, das sie über die amerikanische Westküste importierten. Das anfangs noch aus einem Auto heraus betriebene Handelsgeschäft wuchs schnell heran, bereits 1940 hatten Ponder & Best einen eigenen Katalog für ihr immer umfangreicheres Programm. Der Krieg allerdings führte zu dieser Zeit zum Erliegen der Importe aus Europa, bis 1941 musste sich das junge Unternehmen komplett auf Lieferanten aus den USA umstellen. Bereits 1939 hatten sie schon ergänzend Filter nach eigenen Vorgaben fertigen lassen, für die Herstellung komplexerer Güter wie Kameras zum Beispiel jedoch war die amerikanische Industrie deutlich weniger gerüstet, für Kleinbild- oder Filmkameras z. B. gab es zu dieser Zeit keine qualifizierten Hersteller, ebenso wenig für Objektive. Das Unternehmen beschränkte sich daher während der Kriegsjahre auf den Handel mit Fotozubehör, Ponder und Best nutzten jede Gelegenheit, vereinzelte Posten zu erwerben und gingen dabei selbst soweit, ungenutzte Stücke Film aus den Filmstudios in Hollywood aufzukaufen, neu zu rollen und so aufbereitet als Film für Fotokameras zu verkaufen.

### Expansion und die Entstehung von Vivitar
Nach 1945 nahm das Unternehmen sofort wieder Kontakte zu Herstellern aus dem deutschen Sprachraum auf und wurde zum Vertrieb für Rollei an der Westküste; im Angebot waren aber auch Artikel zum Beispiel von Voigtländer und der US-amerikanischen Firma Sawyer’s. Zusätzlich ergänzte das Unternehmen sein Programm allmählich um erste Artikel japanischer Fototechnik, so zum Beispiel durch Produkte von Firmen wie Petri oder Olympus.
1963 verlor Ponder & Best die Vertriebsrechte sowohl für Rollei wie für Olympus; das Unternehmen entwickelte darum eine eigene Handelsmarke. 1964 wurde der Name „Vivitar“ eingeführt, das Suffix „-tar“ erinnerte hierbei an die damals üblichen Namen von Objektiven insbesondere deutscher Produktion (z. B. Biotar, Protar, Ernostar). Unter diesem Namen begann man mit dem Vertrieb von Wechselobjektiven für die zunehmend sich verbreitenden Spiegelreflexkameras, die vor allem aus Japan importiert wurden. Dort hatte 1957 das später als Tamron bekannte Unternehmen den T2-Anschluss entwickelt. Dieser Anschluss war ein einfaches Gewinde, das vom Händler leicht an annähernd jede geläufige Kamera adaptiert werden konnte. Auch das erst 1950 gegründete Unternehmen, das sich später Tokina nannte, produzierte für diesen Standard und wurde schnell ein wichtiger Objektivlieferant für die neue Marke „Vivitar“. Ponder & Best kooperierten aber auch mit anderen Partnern in Japan wie Kobena, Mamiya/Sekor sowie Sankyo Koki. Mit der Montage von Vergrößerern aus verschiedenen Einzelkomponenten bauten sie ein Segment von Artikeln aus eigener Produktion auf. Parallel dazu und mit dem Ausbau des Programms eröffnete Ponder & Best Zweigstellen in Chicago und New York und expandierte über Kalifornien hinaus zu einem landesweiten Unternehmen.
Mit der immer stärker sich durchsetzenden automatischen Springblende, die jeweils von der Kamera ausgelöst werden musste, war der „Universal“-Anschluss T2 allerdings bald schon nicht mehr vereinbar. Die Objektive benötigten immer häufiger spezifische Bajonett-Anschlüsse, und für Vivitar bedeutete das, alternative Wettbewerbsvorteile zu entwickeln. Während dieser Umbruchszeit, im Jahr 1969, starb Max Ponder nach über 30 Jahren im Dienste des Unternehmens.

### Das Ende von Vivitar
In den 70er Jahren brachte Vivitar die „Series 1“ heraus, diese Objektivserie verschaffte dem Unternehmen einen guten Namen bis in die 1980er Jahre. Anfang der 1980er allerdings begann der Stern von Vivitar zu sinken. 1986 wurde das Unternehmen dann an die Firma Hanimex verkauft, zahlreiche Weiterverkäufe des Unternehmens folgten. Die Unruhe in den Besitzverhältnissen machten Vivitar zu schaffen, verschärft wurde dies durch die neuen Herausforderungen der Digitalfotografie, denen die Firma nicht gewachsen war. Vivitar wurde zunehmend zu einer Handelsmarke ohne eigenes Profil, mit der Übernahme von Vivitar durch Sakar International im Jahre 2008 und der Auflösung des eigentlichen Unternehmens fand dieser Prozess seinen Abschluss. Als eigenständiges Unternehmen existiert Vivitar heute nicht mehr.

## Galerie

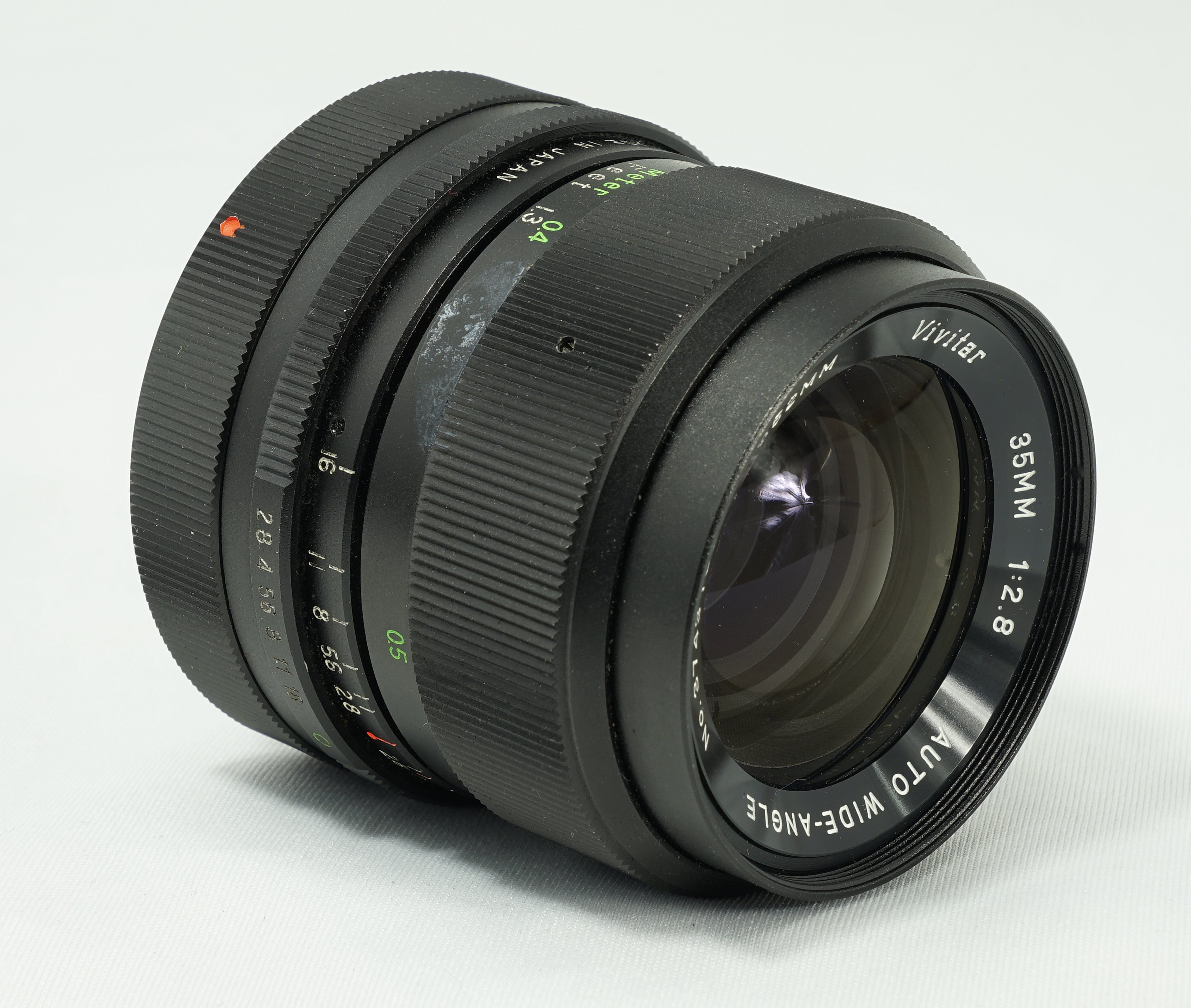
Vivitar 35mm f/2.8 Auto Wide Angle
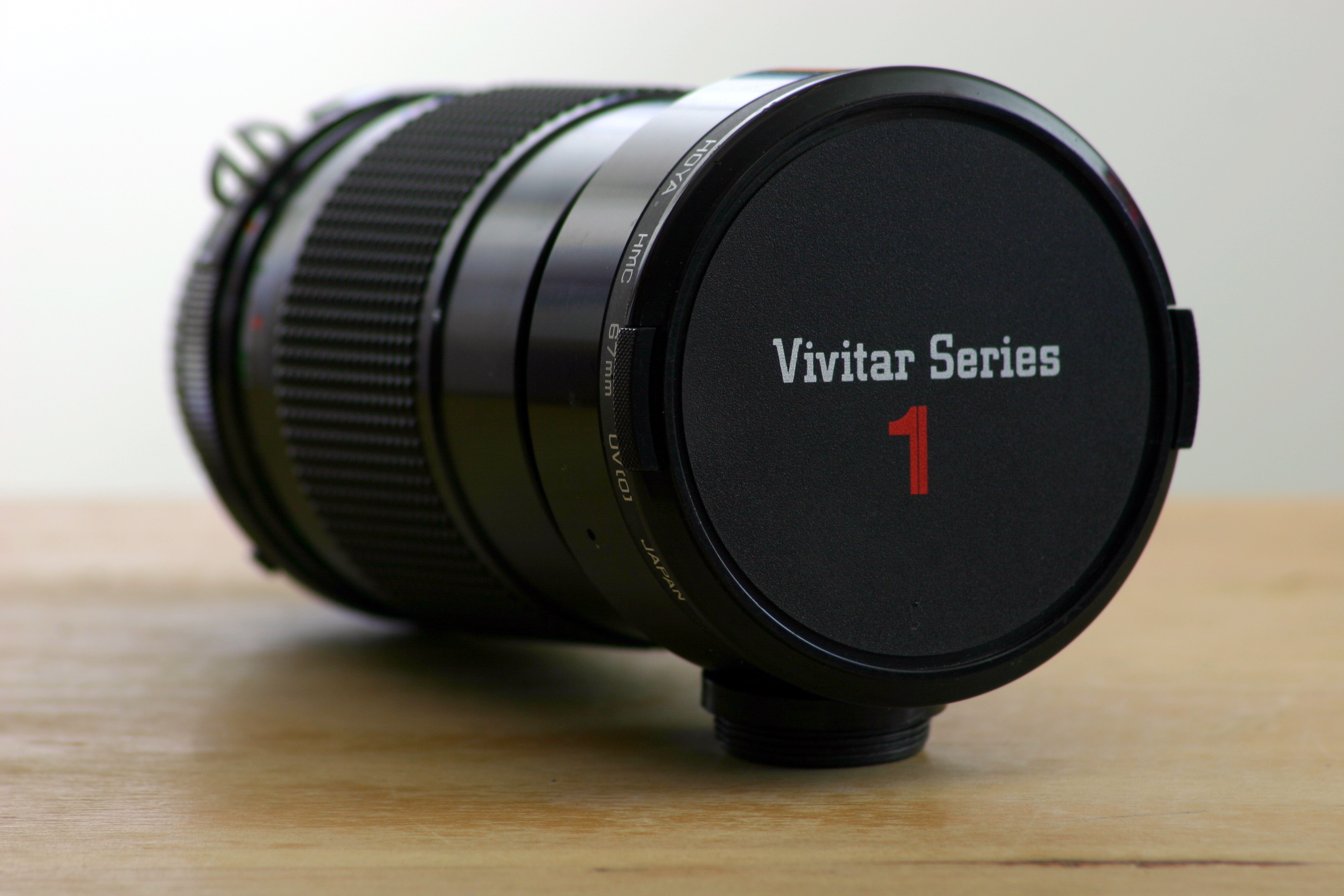
Vivitar Series 1 28-90mm f/2.8-3.5
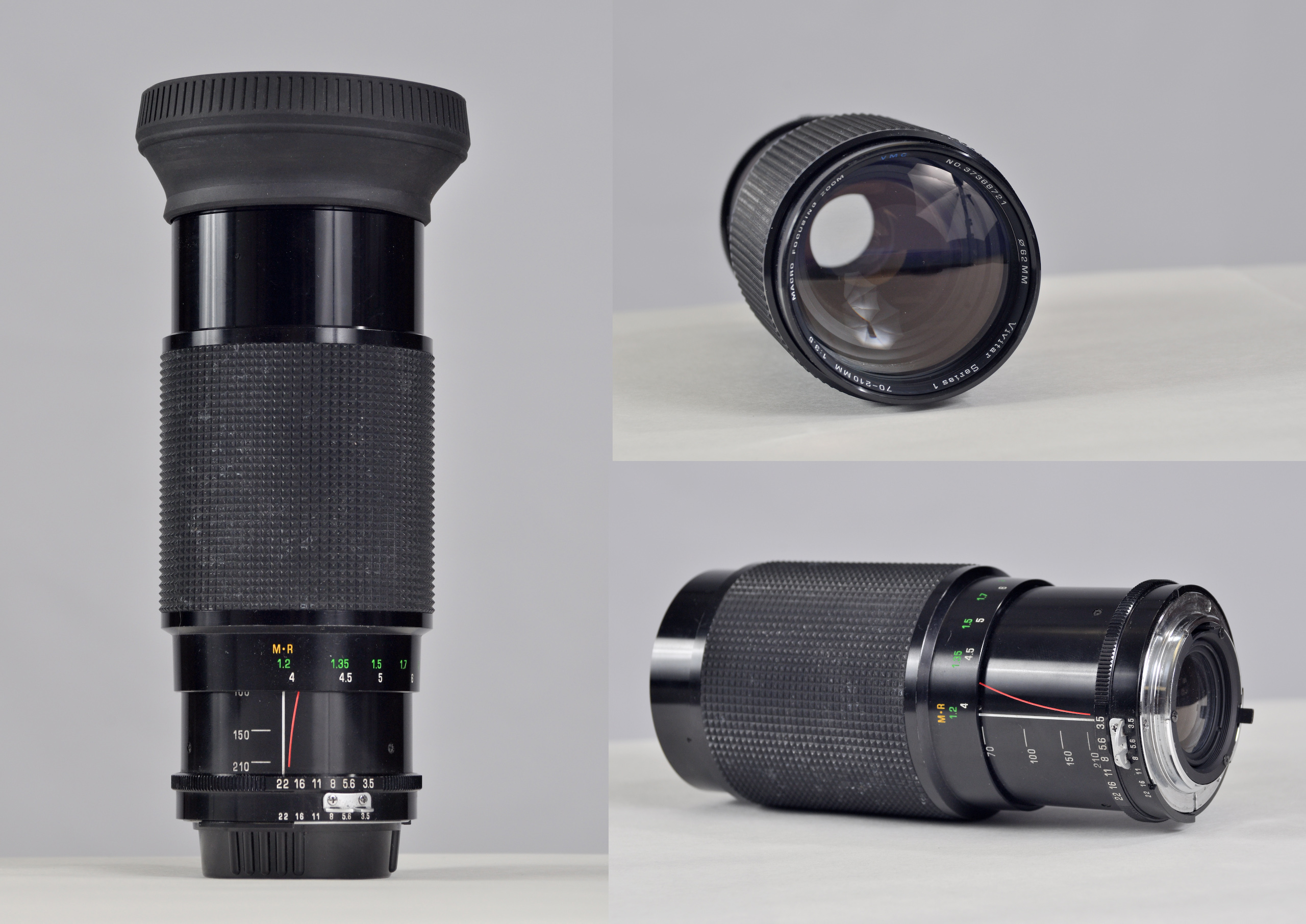
Vivitar Series 1 70-210mm f/3.5
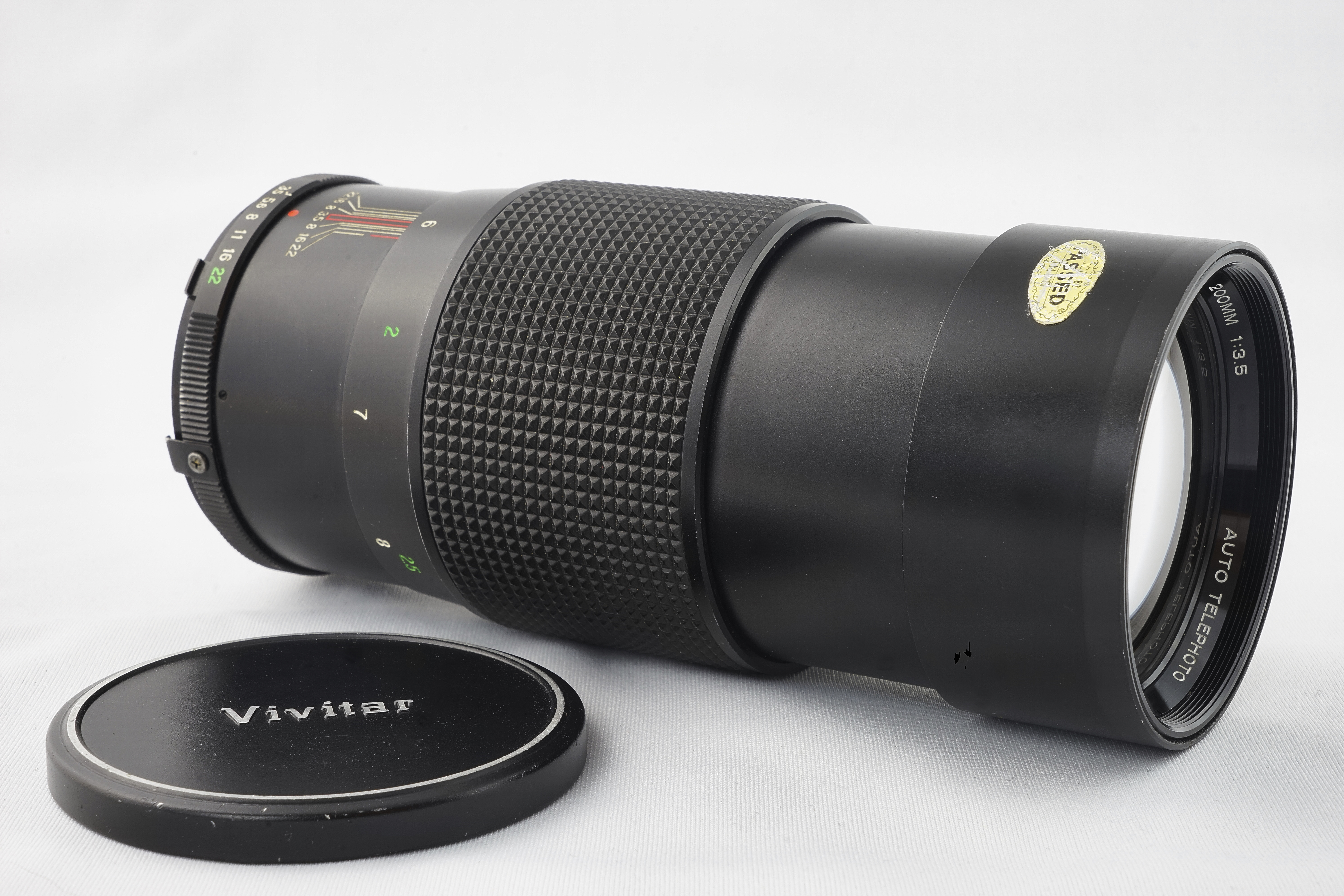
Vivitar 200mm f/3.5
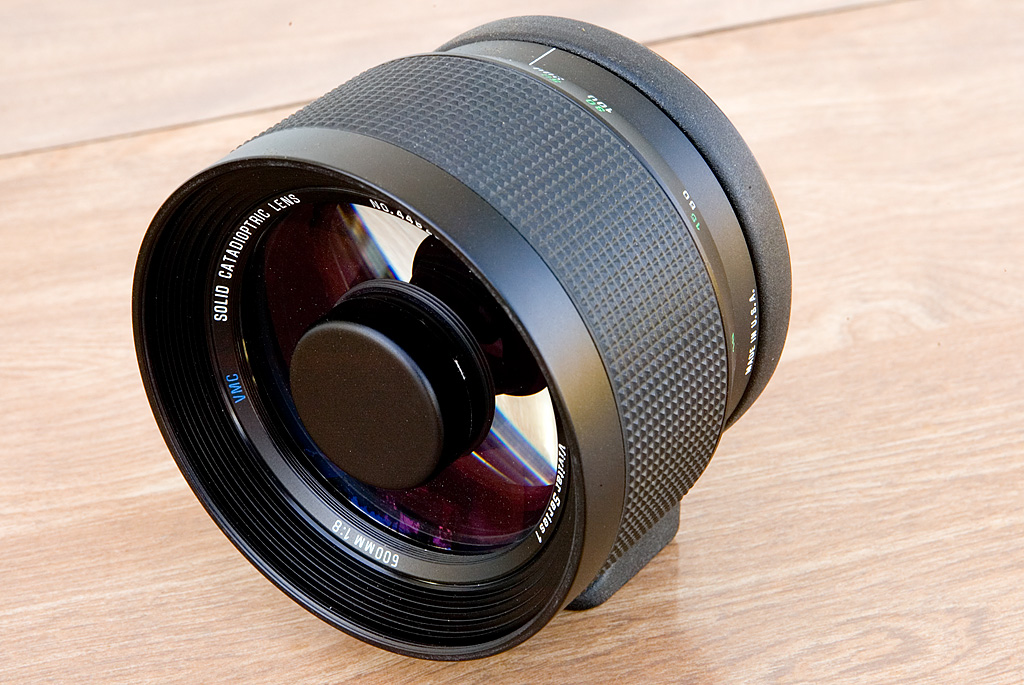
Vivitar Series 1 600mm f/8 Spiegelobjektiv nach Juan L. Rayces
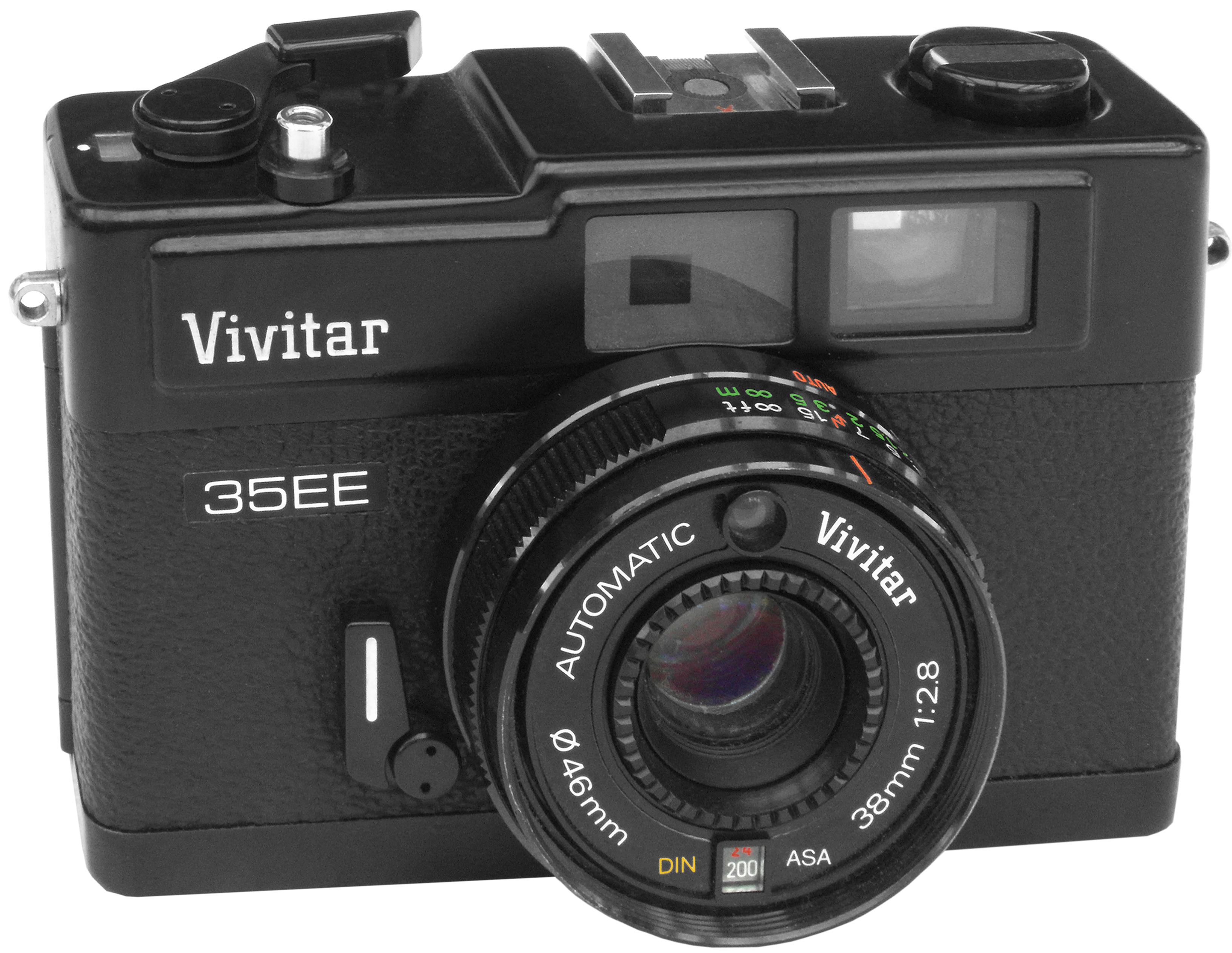
Vivitar 35EE-Kamera
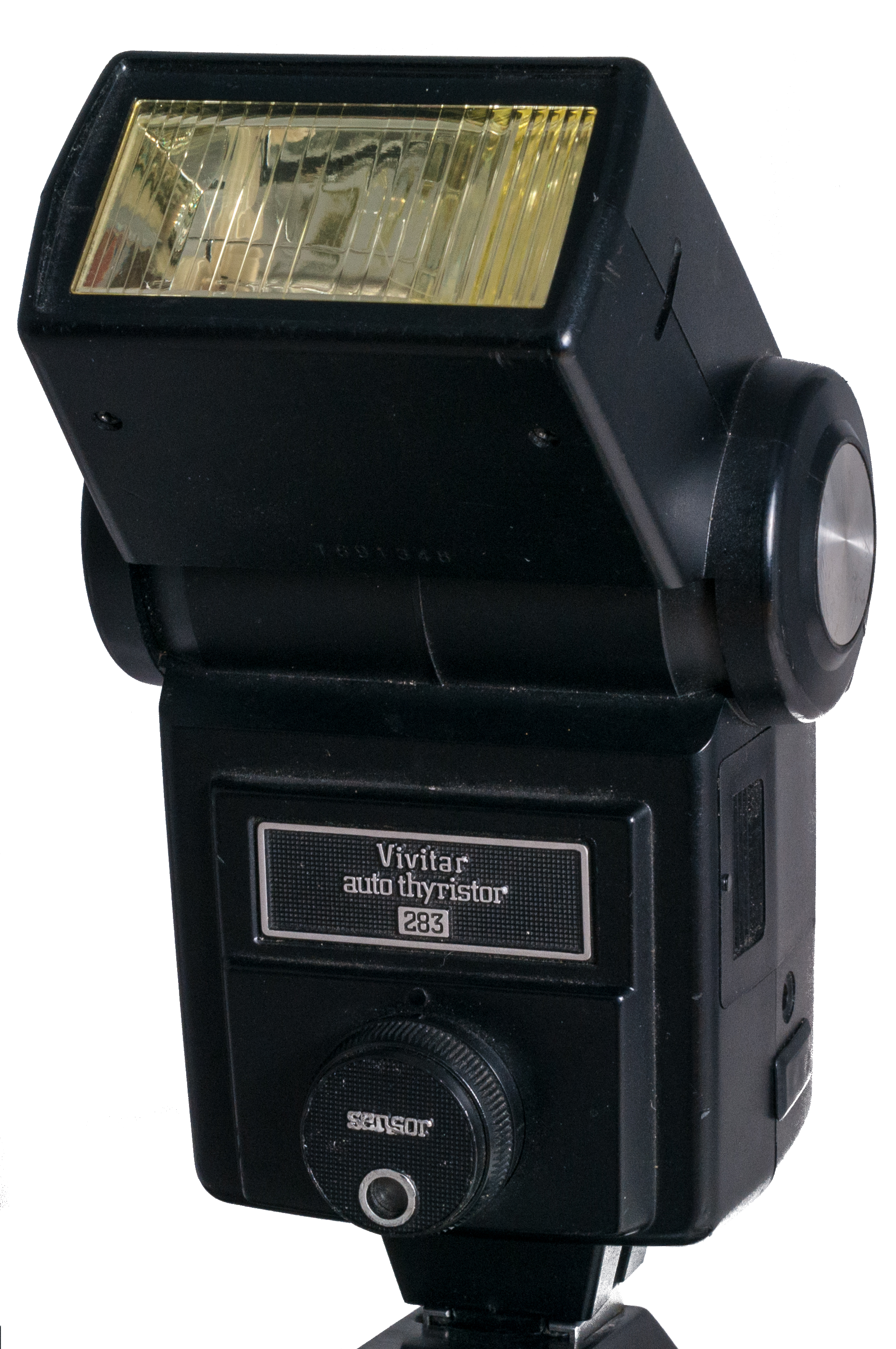
Elektronenblitzgerät Vivitar Auto Thyristor 283

## Nachweise
1. ↑  UCLA Library, Center for Oral History Research: Interview of John C. Best, Seite 55, Zugriff am 6. April 2015
2. ↑  UCLA Library, Center for Oral History Research: Interview of John C. Best, Seite 82–88, Zugriff am 6. April 2015
3. ↑  UCLA Library, Center for Oral History Research: Interview of John C. Best, Seite 9–102, Zugriff am 7. April 2015
4. 1 2 3 4  Christoph Jehle: Vivitar - ganz großes Kino | photoscala.de, Zugriff am 5. April 2015
5. 1 2  Vivitar Corporation: About Vivitar Corporation (Memento vom 12. Januar 1998 im Internet Archive), Zugriff am 5. April 2015
6. ↑  Sak Onkvisit, John J. Shaw: International Marketing: Analysis and Strategy, 2004, ISBN 0-415-31132-2, S. 316
7. ↑  UCLA Library, Center for Oral History Research: Interview of John C. Best, Seite 75, Zugriff am 6. April 2015